# Croix de Sainte-Hélène
La croix de Sainte-Hélène est une croix située à Sainte-Hélène, en France.

## Localisation
La croix est située sur la commune de Sainte-Hélène, dans le département français de la Lozère.

## Historique
L'édifice, construit dans le 1er quart 17e siècle, est inscrit au titre des monuments historiques en 1926.